# ChatZilla
ChatZilla是一个基于Mozilla网络浏览器的IRC客户端软件，它是由XUL和JavaScript语言编写的。ChatZilla程序本身十分轻巧，同时由于它是基于Mozilla网络浏览器，所以ChatZilla是跨平台的，可以支持多操作系统下的使用。ChatZilla支持大部IRC客户端软件的特性，如可以同时连接多个IRC服务器，支持UTF-8等等。ChatZilla支持JavaScript作为脚本语言。ChatZilla可以作为Firefox，Mozilla，SeaMonkey网络浏览器的插件使用，但随着Firefox从第57版开始舍弃对一些老的插件的支持，该软件已不再支持57版及以上的Firefox。